# 정산국악원
정산국악원(靜山國樂院)은 사회 교육을 목적으로 설립된 대한민국의 교육원이다. 경상북도 김천시에 위치한 김천예술고등학교의 부설 교육원으로 한국 전통 음악과 관련한 문화, 예술 분야에 대한 교육을 진행한다.

## 참고 자료
정승희. “정산국악원”. 《디지털김천문화대전》.